# Nikolaus Siegfried (Bürgermeister)
Nikolaus Siegfried, auch Nicolas Siegfried († nach 1401) war ein Bürgermeister der Stadt Stralsund.
Er stammte aus einer Stralsunder Patrizierfamilie, die seit dem Jahre 1301 Ratsherren stellte. Er selber wurde im Jahre 1373 in den Stralsunder Rat gewählt. In einer politisch schwierigen Zeit – der bisherige Bürgermeister Bertram Wulflam war mit seiner Familie aus der Stadt geflohen – wurde er im Jahre 1392 Bürgermeister.
Der Ratsherr Hermann Hosang, der wegen verbotener Kornausfuhr suspendiert worden war, versuchte, in der Nikolaikirche Nikolaus Siegfried zu ermorden. Der Mordversuch scheiterte aber, und Hosang wurde zum Tode verurteilt. Nikolaus Siegfried stiftete in der Nikolaikirche einen Altar für eine Seelenmesse, den er mit Einkünften aus den Dörfern Barnkevitz und Lobkevitz ausstattete. Diese Stiftung hatte als sogenannte Siegfriedenvikarie lange Bestand.
Nikolaus Siegfried war in erster Ehe mit Geseke Wyckber verheiratet. Durch sie erbte er das Patronat über einen von ihrem Großvater, dem Bürgermeister Leo Valke, in der Nikolaikirche gegründeten Altar. Aus seiner zweiten Ehe gingen der Sohn Sabel, der wie der Vater Bürgermeister von Stralsund wurde, und die Tochter Wobbeke, die Everhard Rubenow, einen Sohn des gleichnamigen Greifswalder Bürgermeisters Everhard Rubenow, heiratete, hervor. Nikolaus Siegfried starb nach 1401.